# Dorismar
Dora Noemí Kerchen (Buenos Aires, 15 de marzo de 1975), más conocida como Dorismar, es una modelo, playmate, actriz, presentadora de televisión y cantante argentina. Es reconocida por su participación en el programa de televisión mexicano Desmadruga2, y por haber sido portada de algunas revistas para adultos de fama internacional como Maxim y Playboy.

## Trayectoria

### Carrera en Estados Unidos
Trabajó primero en Argentina y en 2000 se trasladó a Miami. En ese año empezó a trabajar en el programa El gordo y la flaca de la cadena Univisión. Además, participó como conductora del programa de televisión estadounidense Caliente de 2000 al 2006.
En el 2002 el fotógrafo y cineasta Frank Kleriga le realizó su primer calendario en Los Ángeles, California, con la dirección de arte de Yullisa Rivera y el fotógrafo de Penthouse Alec Middleton. Entre las fotos posó desnuda junto a uno de los caballos del cantante Ezequiel Peña en su rancho de Rialto, California.
En marzo de 2003 apareció en la portada de la edición estadounidense de Playboy, como integrante de Las más bellas mujeres de la TV Latina.
Para el 2004 participó en el reality show Protagonistas de la fama VIP.
Durante el 2005 formó parte de una campaña para detener la depredación de huevos de tortuga en el estado de Guerrero, México. Una de las acciones de la campaña fue imprimir pósteres y mantas donde aparecía la imagen de Dorismar, pero un grupo de mujeres protestó por la difusión de carteles donde la calificaron de "encuerada". El gobierno mexicano, para evitar conflictos, decidió optar por la censura e impidió que se colocaran los carteles de la modelo.
El 5 de enero de 2006, Dorismar fue deportada de Estados Unidos, porque entró a ese país a través del programa Waiver, con el que no necesitó visa para ingresar, pero no podía permanecer por más de tres meses.

### Carrera en México
En 2007 posó desnuda en la revista Playboy del mes de junio, llevando el título de "Dorismar: increíble pero real".
En 2007 trabajó en el programa La parodia de Televisa y en junio de 2007 apareció en la edición mexicana de Playboy.
Su carrera como cantante dio inicio en México, grabando su primer álbum en Los Ángeles. Desde 2007 trabaja en el programa Desmadruga2, donde presenta la sección "Tu fantasía con Dorismar".
En 2009 salió en la revista H para hombres mes de febrero y en 2009 volvió a desnudarse, ahora para H Extremo en el mes de junio. Además, actuó en la telenovela Alma de hierro como Romina.
En los años 2009 y 2010 participó en el especial de "Piel de estrellas" de la revista TVyNovelas. Este especial consistía en realizar una sesión fotográfica en el estado de Chiapas.
En 2010 participa en la telenovela mexicana Triunfo del amor, bajo la producción de Salvador Mejía, cuya telenovela es protagonizada por Victoria Ruffo, Maite Perroni, William Levy y Osvaldo Ríos.
En 2011 posó desnuda en la revista H Extremo del mes de enero. En 2012 posó desnuda y embarazada para el número del mes de junio de la revista Playboy de México. 
En 2015 posó para la revista H para hombres del mes de noviembre.
En 2017 dio una entrevista para el programa El gordo y la flaca donde habló de su vida en Estados Unidos y su carrera. En ese año, posó para la revista Chilanga Surf del mes de enero.
En 2018 fue parte del programa Doble Sentido donde participó en la sección "La Chica del Clímax". Posteriormente participó en la serie de televisión mexicana Como dice el dicho en los capítulos "No hay cosa más brava que una mujer celosa" y "Al que obra mal, le va mal".
En 2020 inauguró su cuenta en Patreon en donde comparte contenido con sus suscriptores.

## Señalamiento de vínculos con un narcotraficante
En 2023, Dorismar fue vinculada con el narcotraficante Arturo Beltrán Leyva, integrante del Cártel de los Beltrán Leyva. En el libro Las señoras del narco: Amar en el infierno, de la periodista Anabel Hernández, se menciona a Dorismar como una de las mujeres que visitaba asiduamente al narcotraficante.
Dorismar era una visita segura, cotidiana, regular. Con cotidiana me refiero a que Dorismar iba sus dos horitas, hacía lo que tenía que hacer y se iba. No lavó dinero. ¡Ella era un mujerón! Todos decían que era muy hermosa. Iba a la casa de Zacatépetl. Le daban 20 mil dólares por visita. Me lo decían Arturo y mi hermano, quien era el encargado de dar físicamente el dinero. Lo que decía de ella es que era “un buen palo”, era una expresión que Arturo usaba mucho.

## Filmografía

### Cine
- Cofradía (2019)[9]

### Telenovelas
- Alma de hierro (2009)
- Triunfo del amor (2010-2011)[10]

### Series
- La familia P.Luche (2007)[11]
- Como dice el dicho (2015)[12]
- Angelito Mi Rey (2020)[13]
- Relatos macabrones (2021)[14]

### Teatro
- Político de alcohoba (2011)[15]
- La Semesienta (2017)[16]

### Conducción
- La parodia (2007)
- Desmadruga2 (2007-2010)[17]
- Doble Sentido (2017-2018)[18]

## Premios
- Reconocimiento otorgado por la Asociación Nacional de Locutores de México, por su trayectoria artística, 2009.[19]
- Galardón Especial de Honor otorgado por la Fundación Cultural Galerías Plaza de las Estrellas, "por considerarla la actriz más bella de las telenovelas", 2011.[20]
- Reconocimiento otorgado por el ayuntamiento de Boca del Río, por su participación en el Tradicional Baño Popular de las Fiestas de Santa Ana, 2022.[21]